# Retinoblastoma
Il retinoblastoma è una patologia oculare e rappresenta il tumore maligno con maggiore diffusione in età pediatrica.
La percentuale di soggetti colpiti da questa malattia è di circa 1 ogni 20 000 nati, ma le statistiche variano a seconda dei Paesi; può colpire la retina di un solo occhio oppure di entrambi.

## Storia
L'eziologia del retinoblastoma fu chiarita dal genetista Alfred George Knudson, che formulò l'ipotesi dei due colpi. Applicando un'analisi statistica non troppo lontana da quella di Mendel, individuò due coorti di pazienti, rispettivamente con storia di malattia famigliare e sporadica: nella prima, la malattia compare tra i 2 e i 6 mesi, tipicamente colpendo entrambi gli occhi; nella seconda invece tra i 2 e i 4 anni dopo la nascita, tipicamente a un solo occhio.

## Eziologia e patogenesi
Deriva da una mutazione genetica che comporta la perdita di funzione della proteina Rb che funziona da oncosoppressore.
Esistono due tipi di patologia: il retinoblastoma ereditario e quello sporadico.
Il primo tipo, che si manifesta nel 40% dei casi, è solitamente dovuto all'eredità di un allele mutato del gene oncosoppressore RB1, 13q14 (alterazione genetica ereditata da un genitore di tipo autosomica recessiva), per cui gli individui colpiti hanno una forte predisposizione genetica e sono maggiormente a rischio di sviluppare la patologia in tempi più brevi e nella forma bilaterale (cioè a entrambi gli occhi); in altre parole, è loro necessaria e sufficiente un'ulteriore unica mutazione per sviluppare la malattia. Evidentemente nel corso della vita di ogni individuo è altamente probabile che avvengano molteplici mutazioni somatiche indipendenti in cellule diverse; se la circostanza in cui si verificano è già alterata, ognuna di queste darà luogo ad un tumore. È un esempio di penetranza incompleta: si è calcolata per un valore di circa 90%; 9 individui su 10 portatori del gene manifestano questa malattia.
Il secondo, invece, che si manifesta nel 60% dei casi e non è influenzato da alcuna componente genetica, colpisce solitamente un solo occhio e il suo decorso è generalmente più lento rispetto al retinoblastoma ereditario. Occorre che in un'unica cellula entrambi gli alleli siano mutati: in altre parole occorrono due mutazioni, che statisticamente richiedono un tempo molto maggiore.

### Tipologie di mutazioni
Ci sono vari meccanismi che portano alla perdita di eterozigosi delle cellule affinché si manifesti la malattia:
- Non disgiunzione mitotica: viene ereditato un cromosoma solo, malato,
- Non disgiunzione e riproduzione: ereditato cromosoma malato che si duplica;
- Ricombinazione mitotica: eventi di cross-over portano all'inserzione del gene mutato anche sul cromosoma sano;
- Conversione genica: l'allele mutato si tramuta in sano
- Delezione: l'allele sano è deleto;
- Mutazione puntiforme: mutazione all'allele sano.

### Meccanismi che portano a mancata funzione di Rb
Ci sono vari meccanismi affinché Rb non sia più efficace nel trattenere il fattore di trascrizione E2F:
1. Perdita di eterozigosi successiva a una prima mutazione su uno dei due alleli (sporadica o ereditata)
2. Azioni di proteine virali che impediscono il legame fra Rb e E2F, come E7 (HPV);
3. Modifiche a livello epigenetico, come ipermetilazioni del gene di Rb.

## Sintomatologia
La sintomatologia si presenta generalmente entro i primi 5 anni di vita; il segno principale è un riflesso biancastro del fondo oculare, detto leucocoria, dovuto alla massa tumorale retinica che occupa il corpo vitreo, correlata spesso a deviazione degli assi oculari (dovuta alla perdita di fissazione dell'occhio affetto).
In un occhio sano, la pupilla può apparire rossa in una fotografia scattata con il flash (red eye), mentre su un occhio affetto di Rb, la pupilla può apparire di colore bianco o giallo (leucocoria). L'aspetto giallastro può anche essere visibile in condizioni di scarsa luce artificiale e può assomigliare ai riflessi degli occhi felini. Il tumore tende ad espandersi rapidamente verso il vitreo (forma endofitica) oppure verso la coroide e l'uvea (forma esofitica).
Se però non viene curato, la dimensione dell'occhio aumenta e il tumore infierisce su altre parti del corpo. Le metastasi precoci al fegato o ai polmoni sono frequenti. Il tumore si può anche insinuare nella zona retrooculare fino al nervo ottico, per poi raggiungere il cervello.

## Terapie disponibili
Attualmente esistono dei protocolli terapeutici stabiliti dalla comunità scientifica che impongono determinati trattamenti a seconda dello stadio di malattia.
I trattamenti locali includono laser fotocoagulazione, crioterapia, termoterapia transpupillare e brachiterapia. A questi trattamenti viene associata attualmente una chemioterapia per via sistemica; negli ultimi tempi si sta affermando l'utilizzo di chemioterapia per via arteriosa, attraverso l'arteria oftalmica.
Nelle forme più avanzate di malattia (o che recidivano sempre e comunque) è necessario rimuovere chirurgicamente il bulbo oculare malato.